# Зовем се Сем
Зовем се Сем (енгл. I Am Sam) је америчка филмска драма коју је режирао Џеси Нелсон. Главне улоге играју: Шон Пен, Мишел Фајфер и Дакота Фанинг.

## Радња
Филм почиње у кафићу Старбакс где ради главни јунак Сем Досон, који пати од менталних проблема. Менаџер га обавештава о позиву и Сем бежи у болницу да присуствује рођењу Беки, његове девојке. Када медицинска сестра пита за име новорођенчета, Сем почиње да певуше песму „Lucy in the Sky with Diamonds” Битлса и смишља име за ћерку – Луси Дајмонд Досон. Када напушта болницу, Беки тражи од Сама да задржи одлазећи аутобус, док она сама бежи у то време. Дакле, он мора сам да одгаја малу Луси. Понекад му у томе помажу комшиница Ени и Семови пријатељи. Сем обожава своју ћерку и труди се да јој пружи најбоље што може. Девојка добро учи и у неком тренутку почиње да надмашује свог оца у интелигенцији.
Лусином седмом рођендану присуствује Маргарет Калгроув из дечјих и породичних послова и несвесно је сведок свађе у којој једна од Лусиних другарица из разреда открива да она свима у школи говори да ју је Сем усвојио. Суд шаље Луси у сиротиште док се случај не саслуша. Да би одбранио своја родитељска права, Сем проналази адвокатску канцеларију на жутим страницама, неколико пута посећује адвокатицу Риту Вилијамс, а да би разбила гласине међу колегама, она најављује да ће бити његов про боно адвокат.
Сем и Рита губе случај и Луси је смештена у хранитељство. Сем се усељава у кућу поред њих и добија посао у најближем ресторану Пица Хат. Рендијева усвојитељица је преплављена Самовом љубављу према њеној ћерки и обећава да ће бити уз њега у поновљеном суђењу.

## Улоге
| Глумац          | Улога                 |
| --------------- | --------------------- |
| Шон Пен         | Сем Досон             |
| Мишел Фајфер    | Рита Харисон Вилијамс |
| Дакота Фанинг   | Луси Дајмонд Досон    |
| Дајен Вист      | Ени Касел             |
| Лорета Девајн   | Маргарет Калгроув     |
| Ричард Шиф      | господин Тернер       |
| Лора Дерн       | Ренди Карпентер       |
| Бред Силверман  | Бред                  |
| Џозеф Розенберг | Џо                    |